# Легка атлетика на Літній універсіаді 1965
Змагання з легкої атлетики на Літній універсіаді 1965 проходили 25-29 серпня в Будапешті на «Непштадіоні».
Вперше в історії змагань були розіграні медалі у п'ятиборстві серед жінок.

## Призери

### Чоловіки
| Дисципліни             | Золото                                                                | Золото  | Срібло                                                         | Срібло  | Бронза                                                      | Бронза  |
| ---------------------- | --------------------------------------------------------------------- | ------- | -------------------------------------------------------------- | ------- | ----------------------------------------------------------- | ------- |
| 100 метрів             | Ійдзіма Хідео Японія                                                  | 10,1w   | Джордж Андерсон США                                            | 10,1w   | Гаррі Джером Канада                                         | 10,2w   |
| 200 метрів             | Едвін Озолін СРСР                                                     | 21,0w   | Джордж Андерсон США                                            | 21,0w   | Мензіс Кемпбелл Велика Британія                             | 21,2w   |
| 400 метрів             | Серджіо Белло Італія                                                  | 46,8    | Фред ван Герпен Нідерланди                                     | 46,9    | Лінн Сондерс США                                            | 47,2    |
| 800 метрів             | Білл Крозерс Канада                                                   | 1.47,7  | Джордж Германн США                                             | 1.47,8  | Рудольф Клабан Австрія                                      | 1.48,2  |
| 1500 метрів            | Бодо Тюммлер ФРН                                                      | 3.46,2  | Енді Грін Велика Британія                                      | 3.46,7  | Збігнєв Войчик Польща                                       | 3.47,3  |
| 5000 метрів            | Савакі Кейсуке Японія                                                 | 13.45,2 | Лутц Філліпп ФРН                                               | 13.46,6 | Фергюс Мюррей Велика Британія                               | 13.52,6 |
| 110 метрів з бар'єрами | Едді Оттоз Італія                                                     | 13,6    | Джованні Корнак'я Італія                                       | 13,9    | Віллі Девенпорт США                                         | 14,0    |
| 400 метрів з бар'єрами | Роберто Фріноллі Італія                                               | 50,5    | Робер Пуарьє Франція                                           | 50,7    | Рон Вітні США                                               | 51,1    |
| 4×100 метрів           | ФРНГерт Метц Фрітц Оберзібрассе Ганс-Юрген Фельзен Рудольф Зундерманн | 39,9    | СРСРМикола Політико Едвін Озолін Борис Зубов Ігор Тер-Ованесян | 40,1    | ФранціяАлен Рой Жан-Поль Ламбро Марк Б'єнвеню П'єр Бюрельє  | 40,3    |
| 4×400 метрів           | ІталіяСерджіо Белло Джан Паоло Іральдо Бруно Б'янкі Роберто Фріноллі  | 3.08,5  | УгорщинаЧутораш Чаба Дьюлаї Іштван Рабаї Дьюла Міхальфі Ласло  | 3.08,7  | ФРНВернер Тіманн Манфред Ханіке Дірк фон Мальтітц Фрітц Рот | 3.08,8  |
| Стрибки у висоту       | Валерій Скворцов СРСР                                                 | 2,14    | Едвард Черник Польща                                           | 2,07    | Янош Медоварські УгорщинаСугіока Кунійосі Японія            | 2,07    |
| Стрибки з жердиною     | Джон Пеннел США                                                       | 5,00    | Геннадій Блізнєцов СРСР                                        | 4,90    | Ігор Фельд СРСР                                             | 4,80    |
| Стрибки в довжину      | Ігор Тер-Ованесян СРСР                                                | 8,19    | Лінн Девіс Велика Британія                                     | 7,89    | Олег Александров СРСР                                       | 7,53    |
| Потрійний стрибок      | Генрік Калочаї Угорщина                                               | 16,36   | Драган Іванов Угорщина                                         | 16,35   | Міхаель Зауер ФРН                                           | 16,35   |
| Штовхання ядра         | Ренді Метсон США                                                      | 20,31   | Микола Карасьов СРСР                                           | 18,68   | Едуард Гущин СРСР                                           | 18,45   |
| Метання диска          | Ларс Гаглунд Швеція                                                   | 57,86   | Їржі Жемба Чехословаччина                                      | 56,22   | Джордж Пуце Канада                                          | 56,20   |
| Метання молота         | Дьюла Живоцький Угорщина                                              | 67,74   | Геннадій Кондрашов СРСР                                        | 65,76   | Юрій Бакаринов СРСР                                         | 63,74   |
| Метання списа          | Рольф Герінгс ФРН                                                     | 79,26   | Ванні Родег'єро Італія                                         | 77,60   | Леннарт Гедмарк Швеція                                      | 76,94   |
| Десятиборство          | Білл Тумі США                                                         | 7566    | Йожеф Бакаї Угорщина                                           | 7443    | Манфред Пфлюгбайль ФРН                                      | 7413    |

### Жінки
| Дисципліни            | Золото                                                            | Золото | Срібло                                                                            | Срібло | Бронза                                                   | Бронза |
| --------------------- | ----------------------------------------------------------------- | ------ | --------------------------------------------------------------------------------- | ------ | -------------------------------------------------------- | ------ |
| 100 метрів            | Ірена Кіршенштейн Польща                                          | 11,3w  | Мігеліна Коб'ян Куба                                                              | 11,5w  | Ліз Гілл Велика Британія                                 | 11,6w  |
| 200 метрів            | Ірена Кіршенштейн Польща                                          | 23,5   | Мігеліна Коб'ян Куба                                                              | 23,9   | Ліз Гілл Велика Британія                                 | 24,0   |
| 800 метрів            | Лайне Ерік СРСР                                                   | 2.06,2 | Антьє Гляйхфельд ФРН                                                              | 2.06,6 | Еббі Гофманн Канада                                      | 2.07,8 |
| 80 метрів з бар'єрами | Данута Страшинська Польща                                         | 10,6   | Сніжана Керкова Болгарія                                                          | 10,8   | Тетяна Ільїна СРСР                                       | 10,9   |
| 4×100 метрів          | СРСРЛюдмила Самотьосова Ренате Лаце Віра Попкова Тетяна Щелканова | 45,5   | ПольщаІрена Кіршенштейн Мирослава Салачинська Данута Страшинська Ірена Волданська | 46,1   | УгорщинаБушко Ірен Ковач Аннамарія Йонас Ільдіко Сух Іда | 46,4   |
| Стрибки у висоту      | Йорданка Благоєва Болгарія                                        | 1,65   | Клара Пушкарьова СРСР                                                             | 1,65   | Невенка Мрінєк Югославія                                 | 1,63   |
| Стрибки в довжину     | Тетяна Щелканова СРСР                                             | 6,42   | Віоріка Віскополяну Румунія                                                       | 6,18   | Дороті Зандер ФРН                                        | 5,98   |
| Штовхання ядра        | Тамара Пресс СРСР                                                 | 18,31  | Надія Чижова СРСР                                                                 | 17,27  | Юдіт Богнар Угорщина                                     | 15,37  |
| Метання диска         | Клейбер-Кончек Йолан Угорщина                                     | 55,66  | Юдіт Штугнер Угорщина                                                             | 55,14  | Тамара Пресс СРСР                                        | 53,62  |
| Метання списа         | Міхаела Пенеш Румунія                                             | 59,22  | Мішель Деміс Франція                                                              | 52,71  | Валентина Попова СРСР                                    | 52,65  |
| П'ятиборство          | Тетяна Щелканова СРСР                                             | 4802   | Аннамарія Ковач Угорщина                                                          | 4606   | Олена Кулінич СРСР                                       | 4479   |

## Медальний залік
| Місце                | Країна               | Золото | Срібло | Бронза | Загалом |
| -------------------- | -------------------- | ------ | ------ | ------ | ------- |
| 1                    | СРСР                 | 8      | 6      | 8      | 22      |
| 2                    | Італія               | 4      | 2      | 0      | 6       |
| 3                    | Угорщина             | 3      | 5      | 3      | 11      |
| 4                    | США                  | 3      | 3      | 3      | 9       |
| 5                    | ФРН                  | 3      | 2      | 4      | 9       |
| 6                    | Польща               | 3      | 2      | 1      | 6       |
| 7                    | Японія               | 2      | 0      | 1      | 3       |
| 8                    | Румунія              | 1      | 1      | 0      | 2       |
| 8                    | Болгарія             | 1      | 1      | 0      | 2       |
| 10                   | Канада               | 1      | 0      | 3      | 4       |
| 11                   | Швеція               | 1      | 0      | 1      | 2       |
| 12                   | Велика Британія      | 0      | 2      | 4      | 6       |
| 13                   | Франція              | 0      | 2      | 1      | 3       |
| 14                   | Куба                 | 0      | 2      | 0      | 2       |
| 15                   | Нідерланди           | 0      | 1      | 0      | 1       |
| 15                   | Чехословаччина       | 0      | 1      | 0      | 1       |
| 17                   | Югославія            | 0      | 0      | 1      | 1       |
| 17                   | Австрія              | 0      | 0      | 1      | 1       |
| Загалом (18 збірних) | Загалом (18 збірних) | 30     | 30     | 31     | 91      |

## Виступ українців
| Чоловіки (3) | Чоловіки (3)        | Чоловіки (3) | Чоловіки (3) |
| Місце        | Атлет               | Дисципліна   | Результат    |
| ------------ | ------------------- | ------------ | ------------ |
| 2            | Геннадій Блізнєцов  | жердина      | 4,90         |
|              | Ігор Матвєєв        | висота       | 2,04         |
|              | Олександр Лазаренко | потрійний    | 16,27        |

| Жінки (0)       | Жінки (0) | Жінки (0)  | Жінки (0) |
| Місце           | Атлетка   | Дисципліна | Результат |
| --------------- | --------- | ---------- | --------- |
| участі не брали |           |            |           |